# David di Donatello a la millor banda sonora estrangera
El premi David di Donatello a la millor banda sonora estrangera (en italià: David di Donatello per la migliore colonna musicale straniera) és un premi de cinema que anualment atorga l'Acadèmia del Cinema Italià (ACI, Accademia del Cinema Italiano) per reconèixer la destacada composició de la banda sonora en una pel·lícula no italiana estrenada l'any anterior a la cerimònia. Només es va atorgar en les edicions de 1979 i 1980.

## Guanyadors
| Any  | Guanyador      | Pel·lícula  |
| ---- | -------------- | ----------- |
| 1979 | Galt MacDermot | Hair        |
| 1980 | Ralph Burns    | Movie Movie |